# Rode Ridder (Parzival)
De Rode ridder is een romanpersonage in de Parzival van Wolfram von Eschenbach uit de 13e eeuw. Hij komt ook voor in de Parsival van Chrestien de Troyes uit de 12e eeuw.
De Rode Ridder is koning Ither van Gahevies, van Kukumerlant. Ither is de zoon van een zuster van Uther Pendragon en dus een neef van koning Arthur. De jonge, nog onnozele Parzival werpt zijn werpspies door het oog van Ither, omdat hij diens harnas en paard wil hebben om ridder te kunnen worden aan het hof van koning Arthur. Er wordt zwaar om Ithers dood gerouwd en hij wordt plechtig begraven. Vanaf nu heet Parzival zelf de Rode Ridder.
Parzival heeft zijn moeder verlaten om ridder te worden aan het hof van koning Arthur en daarom reist hij op zijn arme paardje naar Nantes, waar Arthur verblijft. Op het veld voor de stad ontmoet Parzival de Rode Ridder, die geheel in het rood is gekleed: het sjabrak en de hoofdtooi van zijn paard is rood, zijn wapenrusting is rood, zelfs zijn zwaard is rood als ook zijn haar. In zijn hand houdt Ither Artus' kelk van rood goud, die hij zojuist van tafel heeft meegenomen, nadat hij de wijn in de schoot van koningin Ginover heeft gemorst. Dat heeft Ither gedaan uit protest, omdat hij aanspraak maakt op het land Bretane en het niet krijgt. Nu wacht Ither op een ridder uit Arthurs hof om met hem een gevecht aan te gaan. Ither stuurt Parzival naar binnen, om excuus te maken voor het morsen van de wijn en een ridder uit te nodigen voor een gevecht.
Arthur wil Parzival de volgende dag in de ridderstand verheffen, maar Parzival heeft geen geduld, eist het harnas en het paard van de Rode Ridder en vertrekt via een galerij. Tijdens die korte rit naar buiten lacht vorstin Cunneware van Lalant, terwijl zij alleen zou lachen als zij hem zou zien, die 'de hoogste ereprijs bezat'. Antenor zou op zijn beurt alleen spreken als Cunneware zou lachen. Hofmaarschalk Keye ranselt zowel Cunneware als Antenor af, omdat ze lachen en spreken om een 'man die zich niet eens als een ridder weet te gedragen'. Parzival vindt dat hem op deze manier grote smaad is aangedaan door Keye en hij zal daarom later de stad niet weer in gaan, maar verder trekken op avontuur.
Als Parzival van Ither zijn harnas en paard eist, stoot Ither hem met de stompe zijde van zijn lans in de bloemetjes. Daarop werpt Parzival hem zijn werpspies in het oog. Ither is direct dood. Maar Parzival weet niet hoe hij de koning moet ontkleden. Iwanet (Yonet), de page en bloedverwant van Ginover, helpt hem het harnas aan te doen. Parzival staat er op de laarzen en de kleding, die hij van zijn moeder Herzeloyde kreeg, aan te houden. Hij zegt tegen Iwanet, dat hij de kelk maar terug moet brengen naar Arthur en vertrekt.
Er is veel rouw om de dood van Ither en het wordt Parzival, net als de dood van zijn moeder, als een zonde aangerekend. Zij stierf toen Parzival naar Arthurs hof vertrok. Ginover, de koningin noemt Ithers dood een 'monsterlijke gebeurtenis' en zegt dat Ither aan de Ronde Tafel 'de hoogste roem had zullen bezitten voor Nantes', dat hij 'volmaakt beschaafd' was, 'wijs omtrent de beste manieren' en dat hij met zijn sterven 'een eind aan het lachen der vrouwen' maakt. Ither wordt plechtig begraven.